# 连江话
连江话是闽语闽东片的一种方言，通行于福建福州的连江县，在语言学中属闽东片侯官小片，以凤城镇的城关口音为标准音，各口音间的差异不大，且都可以与福州话无障碍互通。马祖列岛也有部分讲连江话的人。
连江话不论在语音、词汇和语法上都与福州话大同小异，但仍存在不少差别，这些表现在连读变调的规律和一些字词上。近五十年以来，由于连江与福州的交流日渐频繁，连江话有向福州话不断靠拢的趋势。

## 音韵体系
连江话有15个声母、46个韵母和7个声调。

### 声调
| 標號 | 1       | 2       | 3       | 4         | 5         | 6       | 7     |
| 調類 | 陰平    | 陽平    | 上聲    | 陰去      | 陽去      | 陰入    | 陽入  |
| 音值 | ˦˦ (44) | ˥˨ (52) | ˧˧ (33) | ˨˩˧ (213) | ˨˦˨ (242) | ˩˨ (12) | ˥ (5) |
| 例字 | 詩光    | 時權    | 死廣    | 試卷      | 是倦      | 識國    | 實局  |

## 连读音变
连江话的连读音变主要分为连读变调和声母类化两种。